# Blåstjärtad bandvinge
Blåstjärtad bandvinge (Actinodura cyanouroptera) är en asiatisk tätting i familjen fnittertrastar med omdiskuterad släktestillhörighet.

## Kännetecken

### Utseende
Blåstjärtad bandvinge är en rätt liten (14-15,5 cm), slank och brun fnittertrast med blått på hjässa, vingar och stjärt. På huvudet syns djupblå streck och längsgående band på den blågrå hjässan, ett långt och vitt ögonbrynsstreck, gråvitt ansikte och blek näbb. Undersidan är malvafärgad, ovansidan brun på manteln och blå på vingarna med gråblå vingpanel. Den tvärt avskurna stjärten har vanligtvis blå sidor.

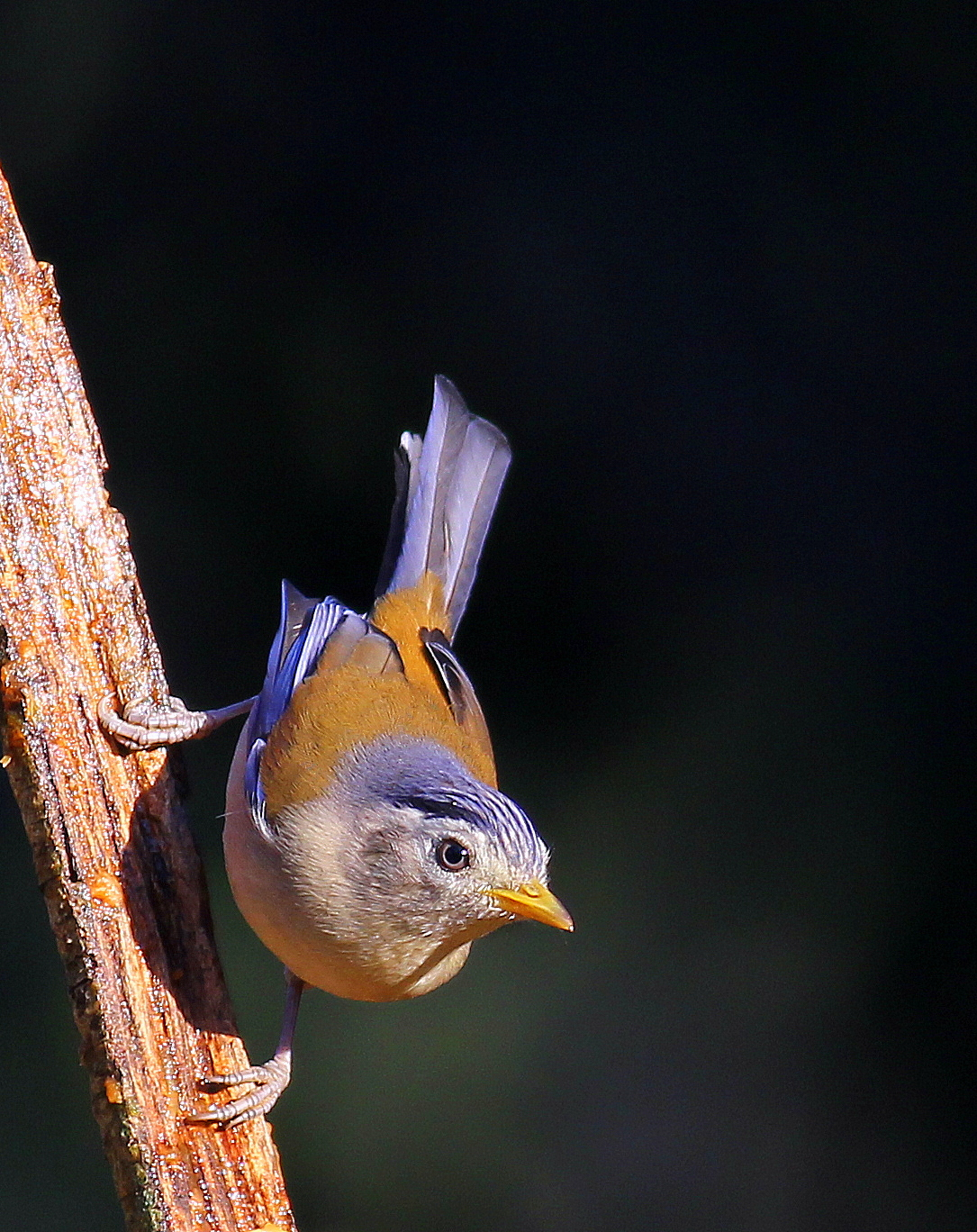

De olika underarterna (se nedan) skiljer sig i streckningen på hjässan samt färgen på hjässa och övre delen av vingarna. Underarten orientalis skiljer sig mist, med gråblå vingar och gråsvart stjärt. Ögat är mörkt hos nominatformen och underarten aglae, ljus hos övriga.

### Läten
Sången är en rätt snabbt upprepad, tunn och ljus ramsa: "psii sii-suuu" eller "see-si-syaou". Bland lätena hörs "chip" och "chik".

## Utbredning och systematik
Blåstjärtad bandvinge har en vid utbredning i Syd- och Sydostasien. Den delas in i åtta underarter med följande utbredning:
- Actinodura cyanouroptera cyanouroptera – Himalaya (från Uttar Pradesh till Nepal, Sikkim, Bhutan, östra Assam)
- Actinodura cyanouroptera aglae – bergsskogar i sydöstra Assam och västra Myanmar
- Actinodura cyanouroptera sordida – östra och södra Myanmar till nordvästra Thailand
- Actinodura cyanouroptera wingatei – nordöstra Myanmar till norra Thailand, södra Kina och norra Indokina, Hainan
- Actinodura cyanouroptera croizati – sydvästra Kina (sydöstra Sichuan i Yibin-området)
- Actinodura cyanouroptera rufodorsalis – berg i sydöstra Thailand och sydvästra Kambodja
- Actinodura cyanouroptera orientalis – södra Vietnam (Da Lat-platån)
- Actinodura cyanouroptera sordidior – berg i södra Thailand och norra Västmalaysia

Vissa behandlar croizati som synonym till wingatei och urskiljer samtidigt underarten wirthi med utbredning i södra Laos.

### Släktestillhörighet
Arten har tidigare placerats i släktet Minla under det svenska namnet blåstjärtad minla. DNA-studier visar dock att den inte är nära släkt med typarten för släktet rödstjärtad minla (Minla ignotincta) utan är istället en del av bandvingarna i Actinodura. Olika taxonomiska auktoriteter har behandlat resultatet på olika sätt, antingen som här inkludera fågeln i Actinodura, eller dela upp släktet i två, Actinodura och Sibia, och placera strigula i det egna släktet Siva.

## Levnadssätt
Blåstjärtad bandvinge förekommer i öppen städsegrön lövskog, tallskog och blandskog. Den ses även i skogsbryn, ungskog, bambu och skogsnära odlingsbygd, mellan 250 och 3000 meters höjd. Födan består av insekter, bär och frön. Den ses vanligen i flockar med fem till 20 individer, ofta tillsammans med andra fnittertrastar och timalior. Arten är huvudsakligen stannfågel men rör sig vintertid till lägre liggande områden i Himalaya.

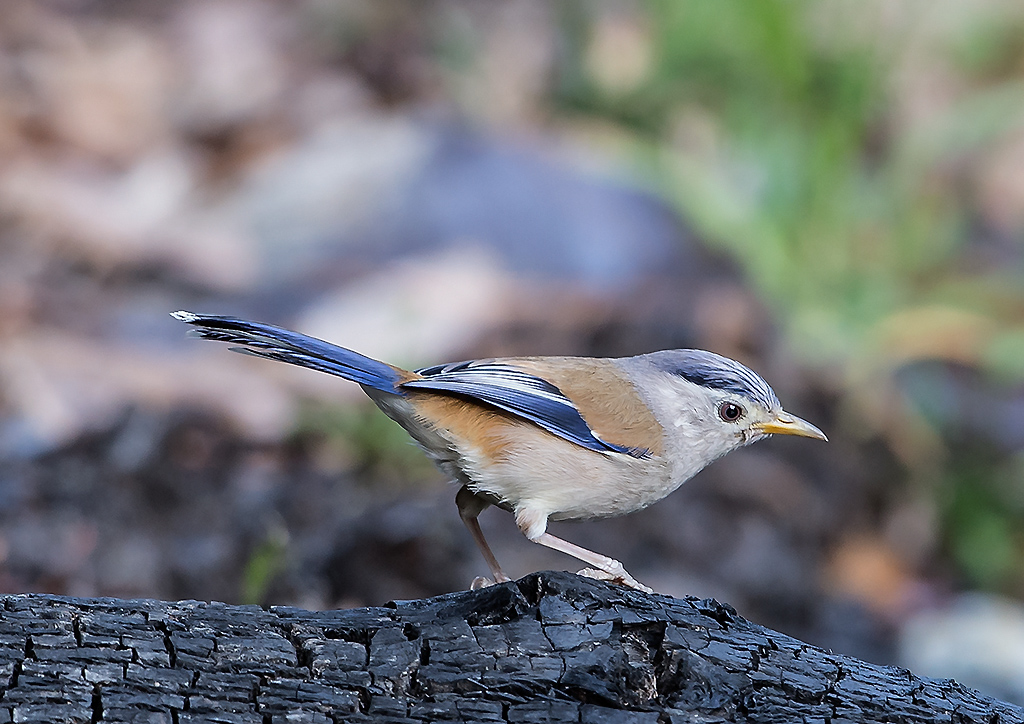

### Häckning
Fågeln häckar mellan mars och augusti. Kooperativ häckning har noterats, där andra individer än det häckande paret hjälper till. Det skålformade boet av bambu och andra löv placeras i en buske ungefär två meter ovan mark, där den lägger två till fem djublå eller blåvita ägg.

## Status och hot
Arten har ett stort utbredningsområde och en stor population, men tros minska i antal på grund av habitatförstörelse och fragmentering, dock inte tillräckligt kraftigt för att den ska betraktas som hotad. Internationella naturvårdsunionen IUCN kategoriserar därför arten som livskraftig (LC). Världspopulationen har inte uppskattats men den beskrivs som vanlig.

## Namn
I takt med nya rön som visar på fågelns släktskap har arten blivit tilldelad nytt svenskt trivialnamn från blåstjärtad minla via blåstjärtad siva till dagens blåstjärtad bandvinge.